# Phyllopetalia stictica
Phyllopetalia stictica är en trollsländeart som först beskrevs av Hagen in Selys 1858.  Phyllopetalia stictica ingår i släktet Phyllopetalia och familjen Austropetaliidae. IUCN kategoriserar arten globalt som otillräckligt studerad. Inga underarter finns listade i Catalogue of Life.